# Physalis alkekengi
Physalis alkekengi, conocida comúnmente como alquequenje, linterna china o vejiga de perro es una especie de planta herbácea perteneciente a la familia Solanaceae.

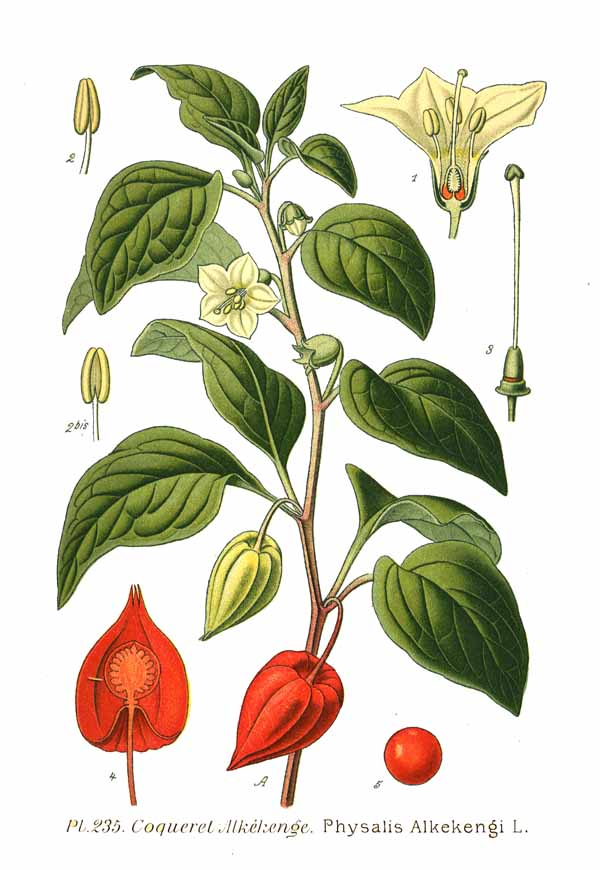
Ilustración

## Características
Es una planta herbácea perenne con rizoma de 5-11 dm de altura. Tallo erecto y rígido de color verde rojizo. Las hojas pecioladas, ovales y puntiagudas de color verde y de 5-8 cm de longitud. Las flores son solitarias y colgantes con la corola de color blanco crema. El fruto es una baya globulosa de color rojo escarlata parecida a la cereza y está envuelta por una vesícula costillada de color rojo escarlata en forma de "linterna japonesa". Florece en primavera y verano.

## Cultivo

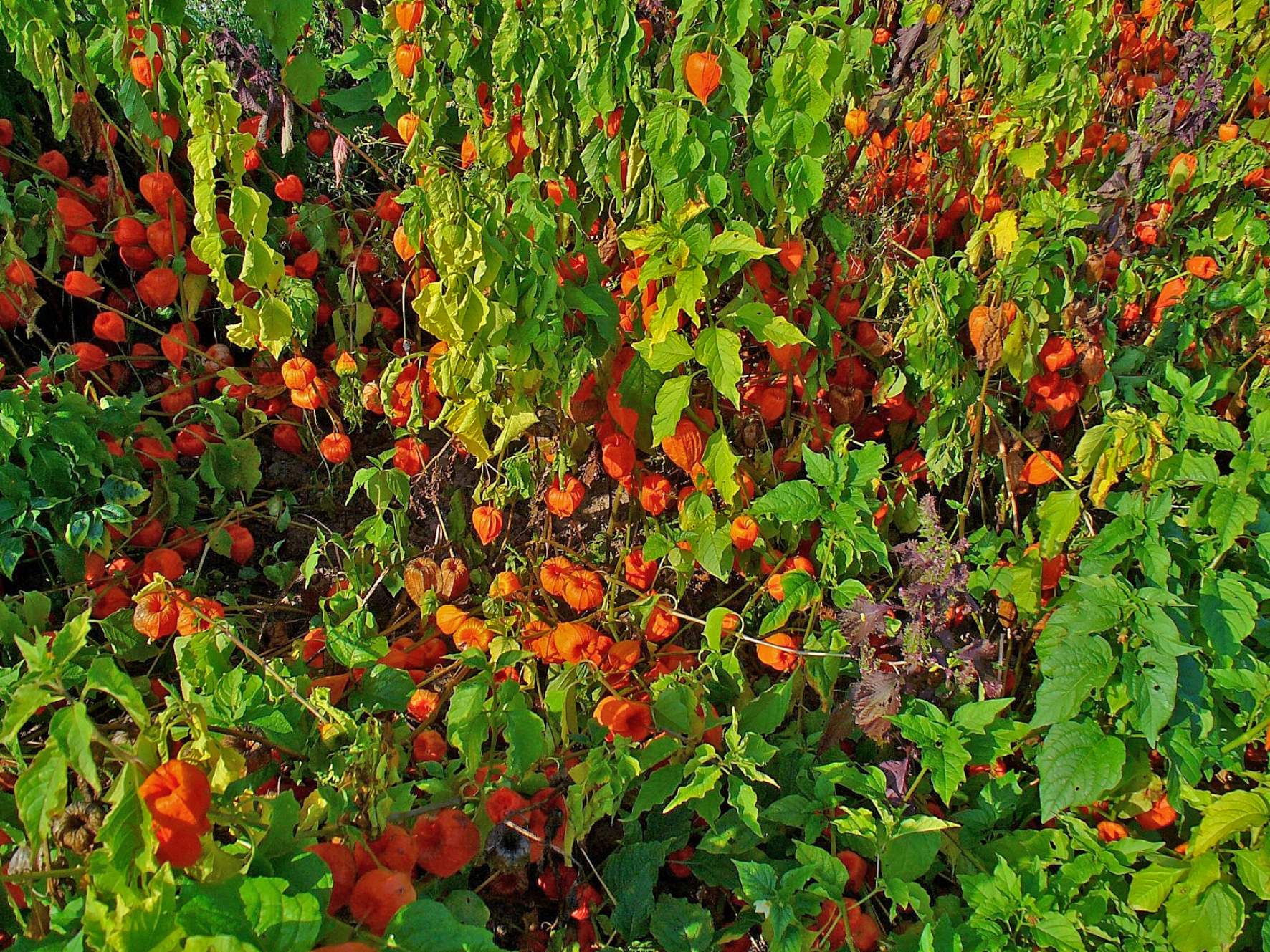
Planta madura

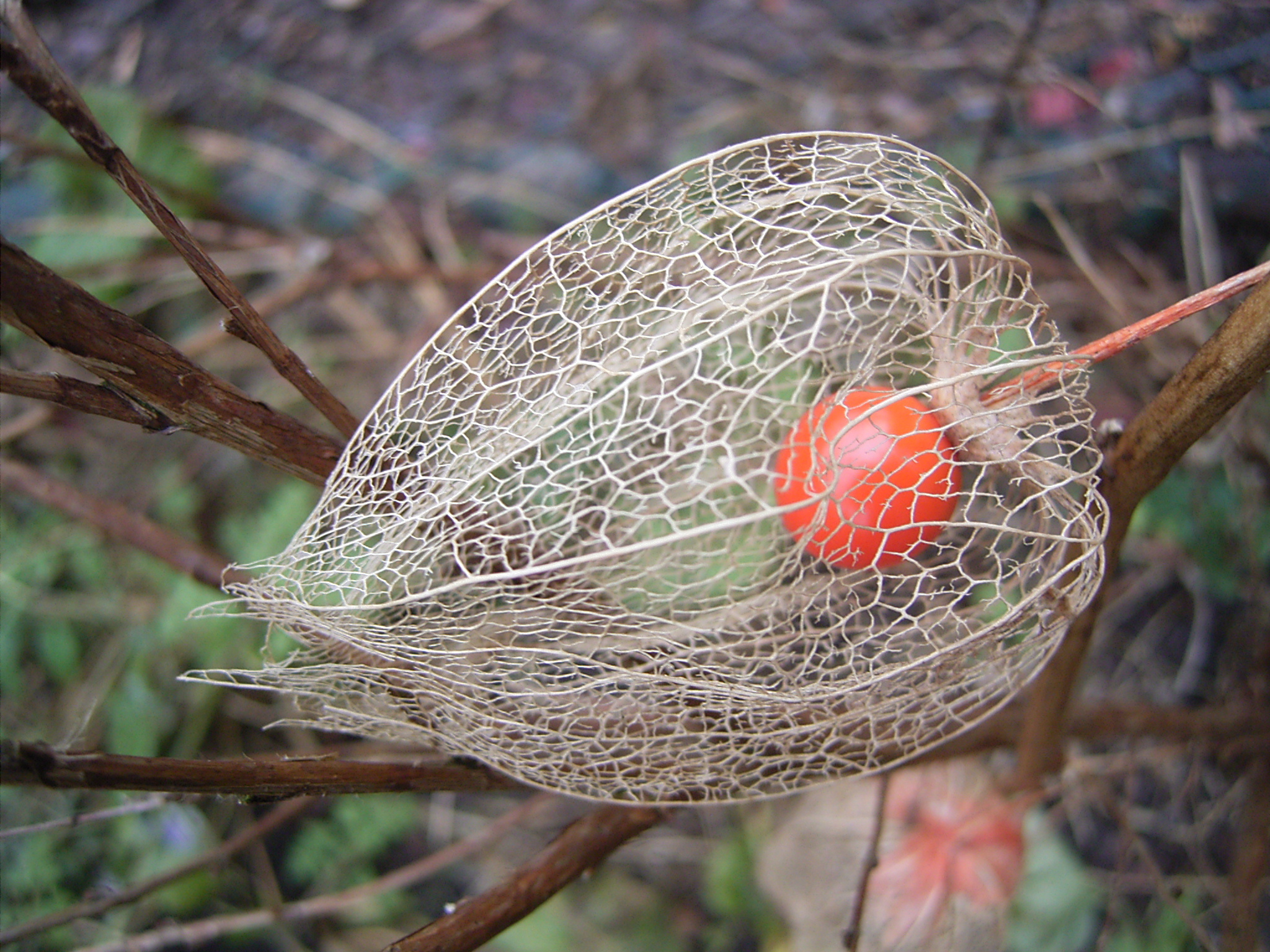
Las "linternas" anaranjadas (cálices fructíferos) de Physalis alkekengi, pierden su color brillante y apariencia de papel durante el invierno y, en primavera, se vuelven delicadamente hermosas, redes esqueléticas de venas beige que revelan las bayas de color rojo anaranjado en su interior.

Es una popular planta ornamental, ampliamente cultivada en las regiones templadas del mundo, y muy resistente a las heladas −20 °C (−4,0 °F). Puede ser invasora con su sistema de raíces de amplia difusión que envía nuevos brotes a cierta distancia de donde se plantó originalmente. En varios lugares del mundo, ha escapado del cultivo.
En el Reino Unido se le ha otorgado el Premio al Mérito del Jardín de la Royal Horticultural Society.

## Distribución y hábitat
Se extiende por los terrenos calcáreos de Eurasia. También prolifera en los parques y jardines y es utilizado para hacer setos y terraplenes.

## Historia
Los romanos llamaban a esta planta helicacabum. Dioscórides comenta "Hallase otro Solano llamado propriamente halicacabo y vejiguilla. Su fruto es rojo, redondo y liso, y semejante a los granos de uvas: el cual está encerrado en ciertos hollejos redondos, a manera de vejiguillas. La bebida de dicho fruto resuelve la ictericia, siendo provocativo de orina". Laguna añade: "La llamada halicacabo en griego, se dice en latín vesicaria: y esta es la que llaman Alkankegi los árabes. Las vejigas de alkankegi comienzan a bermegear por fin en agosto".

## Registro fósil
Se conocen semillas fósiles de Physalis alkekengi del Mioceno de Siberia, Plioceno de Europa y Pleistoceno de Alemania. Se han encontrado granos de polen de Physalis alkekengi en sedimentos del Pleistoceno temprano en Ludham al este de Wroxham, anglia oriental.

## Importancia cultural

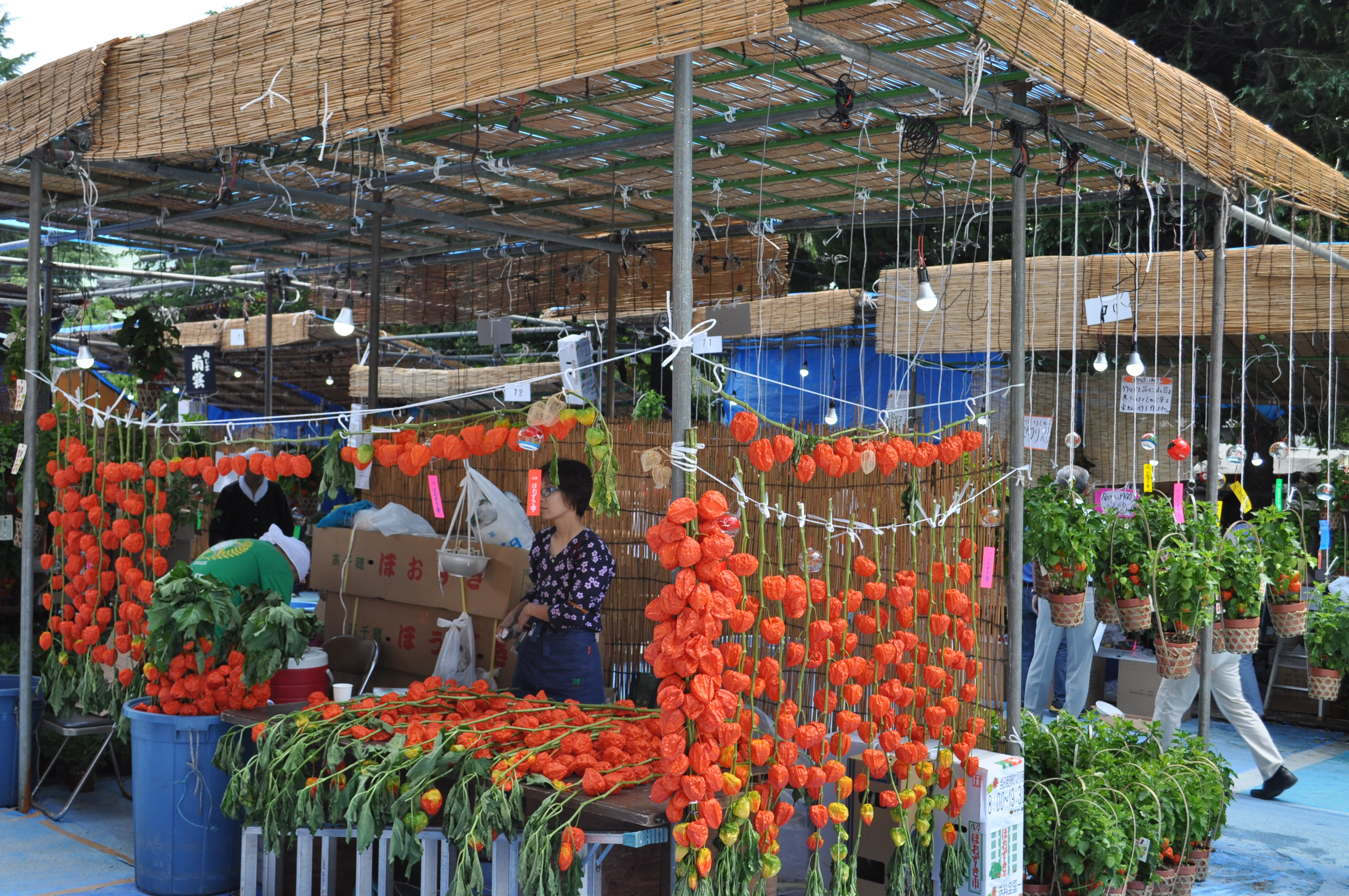
Mercado Hōzuki en Japón

En Japón, sus cálices frutales brillantes y parecidos a linternas forman una parte tradicional del festival del O-bon como ofrendas destinadas a ayudar a guiar las almas de los muertos. Un mercado dedicado a él, - hōzuki-ichi -, se lleva a cabo todos los años los días 9 y 10 de julio cerca del antiguo templo budista de Sensō-ji en Asakusa.

## Propiedades
Contiene fisalinas (principios amargos de naturaleza esteroídica); fisaleno (carotenoide); ácido cítrico; y vitamina C.

### Usos tradicionales

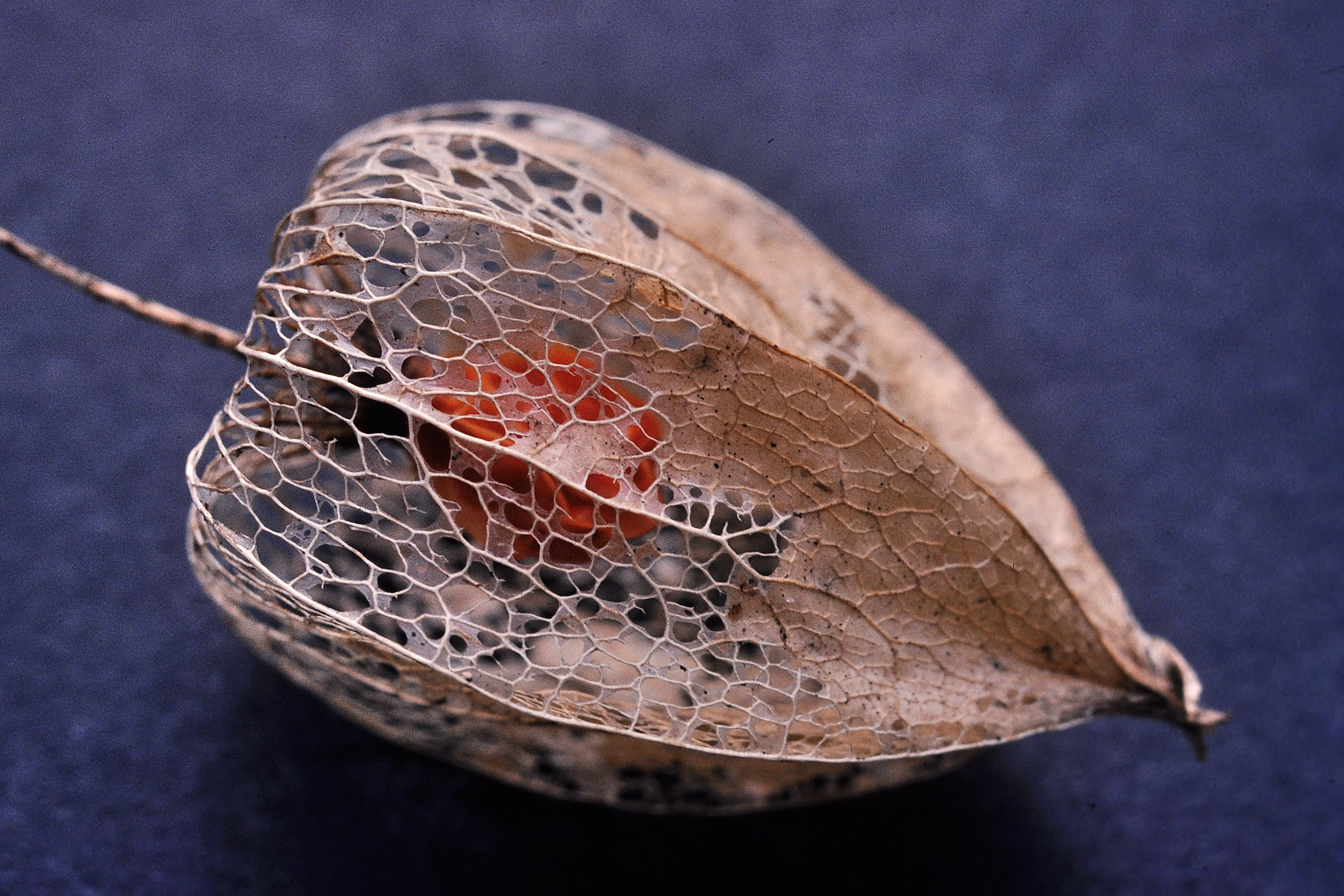
Baya

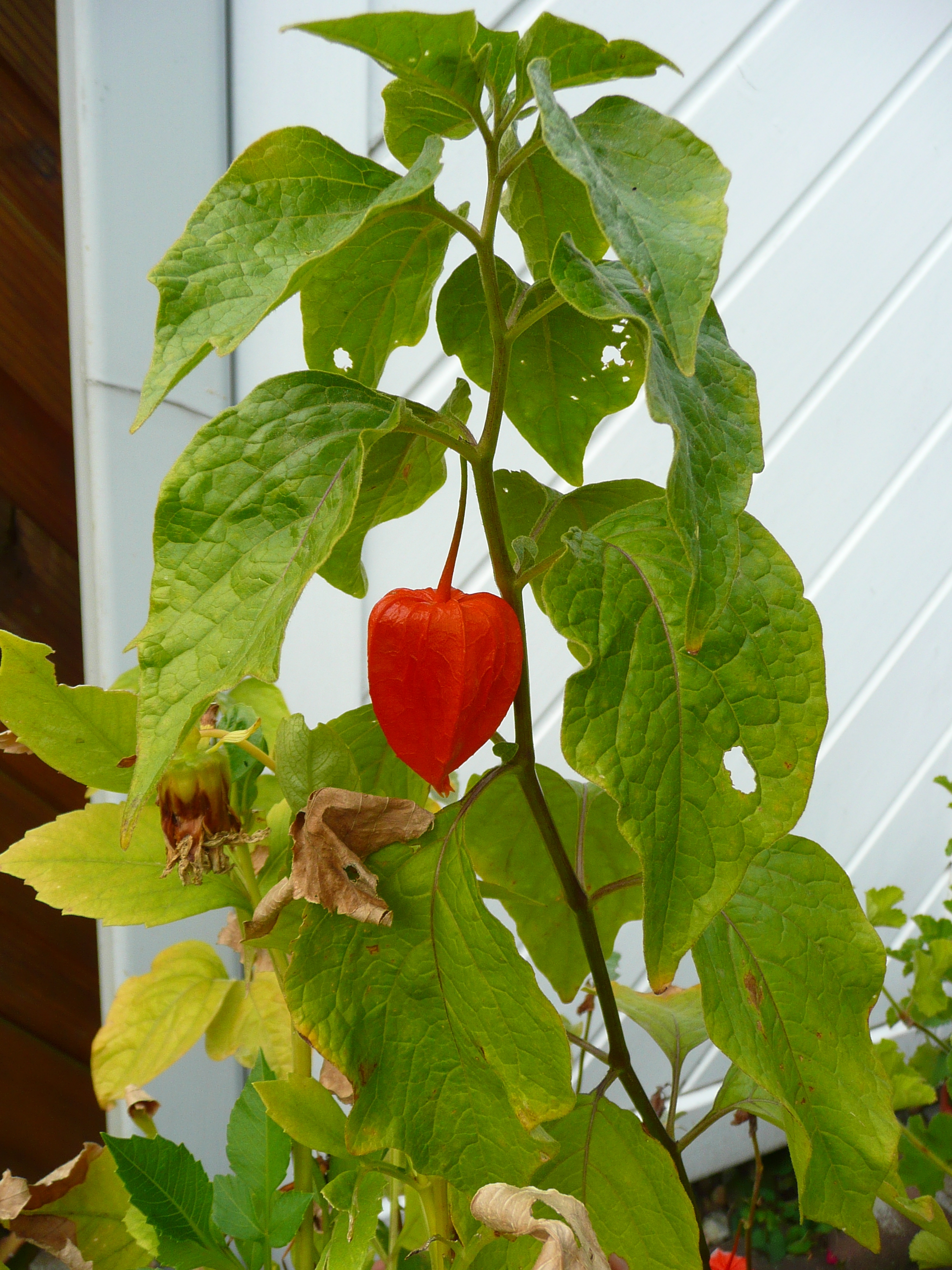
Vista de la planta

Tradicionalmente, sus bayas se han considerado comestibles, con un discreto efecto laxante.
Las hojas y tallos se han empleado como depurativo del riñón y del hígado, y como tónico general después de un proceso febril, como la malaria. Se relata una cierta pesadez de la región gástrica y estreñimiento en caso de administrar dosis excesivamente altas, a personas especialmente sensibles.
La planta se ha empleado en la homeopatía como tintura de bayas maduras.

### Conocimiento actual
Actualmente, se ha documentado que las raíces y bayas contienen sustancias cuya ingestión puede afectar negativamente a la salud. En las raíces, se ha constatado la presencia de alcaloides tropánicos. Las bayas poseen efectos antiestrogénicos.

## Taxonomía
Physalis alkekengi fue descrita por Linneo y publicado en Species Plantarum 1: 183, en el año 1753.
Etimología
Physalis: nombre genérico que deriva de la palabra griega: phusa, cuyo significado es algo así como "ampolla"
Variedades aceptadas
- Physalis alkekengi var. alkekengi
- Physalis alkekengi var. franchetii (Mast.) Makino[10]

Sinonimia
- Physalis franchetii Mast.[11]

## Nombres comunes
- Castellano: alquequenje, alchechenge, alfefengi, alkakengi, alkakinge, alkankegi, alkekengi, alkekengi de las boticas, alkekenjos, alquejenje, alquejuengos, alquequenge, alquequenque, farolillos, halicacabo, halicácabo, linterna china, ochuva, uchuva, solano vejigoso, tomate encarnado, tomate inglés, vejiga de perro, vejiga de raposa, vexiga de perro, yerba mora.[11]